# Drepanotrema kermatoides
Drepanotrema kermatoides är en snäckart som först beskrevs av d'Orbigny 1835.  Drepanotrema kermatoides ingår i släktet Drepanotrema och familjen posthornssnäckor. Inga underarter finns listade i Catalogue of Life.